# Allt-na-h-Airbhe
Allt-na-h-Airbhe is een kleine nederzetting aan de westelijke oevers van Loch Broom in de buurt van Ullapool in Ross and Cromarty in de Schotse Hooglanden.